# Euphyia frustata
Euphyia frustata là một loài bướm đêm thuộc họ Geometridae. Loài này được tìm thấy ở châu Âu.